# Asesinato de Amanda Zhao
Amanda Zhao Wei (chino simplificado: 赵巍; chino tradicional: 趙巍; pinyin: Zhào Wēi) (Shaanxi, China; 28 de febrero de 1981 - Burnaby, Columbia Británica; 7 de octubre de 2002) era una estudiante china que residía en Canadá mientras realizaba sus estudios universitarios. Fue asesinada en octubre de 2002. Estudiaba inglés en el Coquitlam College cuando se denunció su desaparición el 9 de octubre de 2002, y su cadáver fue hallado dentro de una maleta por unos excursionistas cerca del lago Stave días más tarde, el 20 de octubre. Su autopsia reveló que había muerto estrangulada.
El novio de Zhao, Li Ang (李昂), fue el principal sospechoso. Li fue detenido en China y acusado por un tribunal de Pekín del asesinato de Zhao. En un principio se condenó a Li a cadena perpetua, pero la pena se cambió por siete años de prisión.
El asesinato de Amanda Zhao y la investigación posterior pusieron de manifiesto problemas de cooperación entre Canadá y China en materia de justicia, así como cuestiones de jurisdicción en el seno de las fuerzas de seguridad canadienses.

## Antecedentes
Amanda Zhao Wei, nacida el 28 de febrero de 1981 en la región china de Shaanxi, era de nacionalidad china y, en el momento de su muerte, estudiante internacional de inglés de 21 años en el Coquitlam College, situado en Coquitlam, ciudad de la Columbia Británica (Canadá), cerca de la ciudad de Vancouver.
El 9 de octubre de 2002 se denunció su desaparición a las autoridades, y poco más de una semana después, el 20 de octubre, unos excursionistas descubrieron su cadáver en una maleta cerca del lago Stave, a 65 km al este de Vancouver.

## Investigación
Los dos sospechosos del asesinato, Li Ang (李昂) y Zhang Han (张瀚), fueron detenidos en China en el verano de 2009. El principal sospechoso, Li Ang, que era novio de Zhao en el momento del asesinato, se encontraba inicialmente en Canadá cuando se encontró el cadáver de Zhao. Li era también ciudadano chino y estudiaba Informática en la Universidad Simon Fraser, situada en la zona de Vancouver.
Zhang Han, primo de Li, también estuvo implicado en el caso. Más tarde confesó que había ayudado a Li a deshacerse del cadáver de Zhao y a viajar a China tras el asesinato. La confesión de Zhang hizo que se le acusara de complicidad en el asesinato de Zhao. Sin embargo, más tarde fue absuelto por la Corte Suprema de Columbia Británica porque la confesión se había obtenido indebidamente. Zhao, Li y Zhang compartían un apartamento en el sótano de Burnaby en el momento del asesinato.
Once días antes de que se encontrara el cadáver, Li informó a la policía de que Zhao había desaparecido después de ir a comprar alimentos a la tienda local Safeway. Sin embargo, tres días después de que se encontrara el cadáver de Zhao, Li regresó a China.
En un principio, la Policía Montada del Canadá interrogó a Li sobre el caso, pero no fue hasta siete meses después del asesinato cuando la policía emitió una orden de detención contra él y el gobierno canadiense lo acusó de asesinato en segundo grado en rebeldía.
En 2004, el gobierno chino detuvo a Li, pero posteriormente fue puesto en libertad por falta de pruebas.
Li fue detenido de nuevo por las autoridades chinas en octubre de 2009 y declarado culpable en septiembre de 2012, y condenado a cadena perpetua. En 2014, el Tribunal Supremo de Pekín modificó la condena de Li a 7 años. El cargo original de asesinato en primer grado se cambió por el de asesinato en segundo grado, ya que el Tribunal dictaminó que Zhao había muerto accidentalmente a manos de Li durante una pelea en un juego de almohadas. La decisión judicial fue controvertida, ya que el tribunal falló sin aportar nuevas pruebas. La madre de Zhao, Yang Baoying, criticó el veredicto calificándolo de parodia.

## Hechos posteriores
Las detenciones por el asesinato de Amanda Zhao tardaron muchos años en completarse debido a la reticencia del gobierno canadiense a proporcionar pruebas sobre casos de asesinato a China, ya que las autoridades chinas permiten la pena capital por asesinato, que es ilegal en Canadá. El 13 de octubre de 2009, el Secretario de Estado para el Multiculturalismo, Jason Kenney, declaró que la política china sobre la pena capital había sido un problema en el caso.
En 2023, The New Zealand Herald informó de que Li (con el alias de Leo Li) había entrado en Nueva Zelanda utilizando una identidad falsa en junio de 2019. Li también llevó a su esposa Ruixue Yuan y a sus dos hijos. Li y su familia vivieron inicialmente en Invercargill antes de mudarse a Auckland, donde solicitó la condición de refugiado, alegando que había sufrido persecución y tortura en China por sus creencias como testigo de Jehová y su activismo pro tibetano. 
También afirmó falsamente que Zhao seguía vivo y que había huido a Nueva Zelanda después de que el Partido Comunista Chino lo citara en una oficina de un subdistrito militar. Inmigración de Nueva Zelanda rechazó su solicitud de refugio, alegando su condena por asesinato y su testimonio contradictorio. Li ha recurrido la decisión de Inmigración de denegarle el estatuto de refugiado a él y a su familia. El activismo pro tibetano de Li fue cuestionado por la comunidad tibetana local de Auckland, que calificó su comportamiento de oportunista a la luz de su condena por asesinato.